# Adolphe Binet
Pour les articles homonymes, voir Binet.
Adolphe Gustave Binet né le 9 février 1854 à La Rivière-Saint-Sauveur et mort le 4 juillet 1897 à Saint-Aubin-sur-Quillebeuf est un peintre français.

## Biographie
Frère de Victor Binet, élève de Constant Troyon, Adolphe Binet est l'auteur de portraits et de scènes de genre dont les plus connus sont Le Paddock et Le Soir à Saint-Aubin-sur-Quillebeuf. Il travaille à la décoration du cabinet du préfet de la Seine à l'hôtel de ville de Paris.
Jules Verne l'évoque dans son roman L'Île à hélice (partie 1, chapitre VII). 

Œuvres d'Adolphe Binet
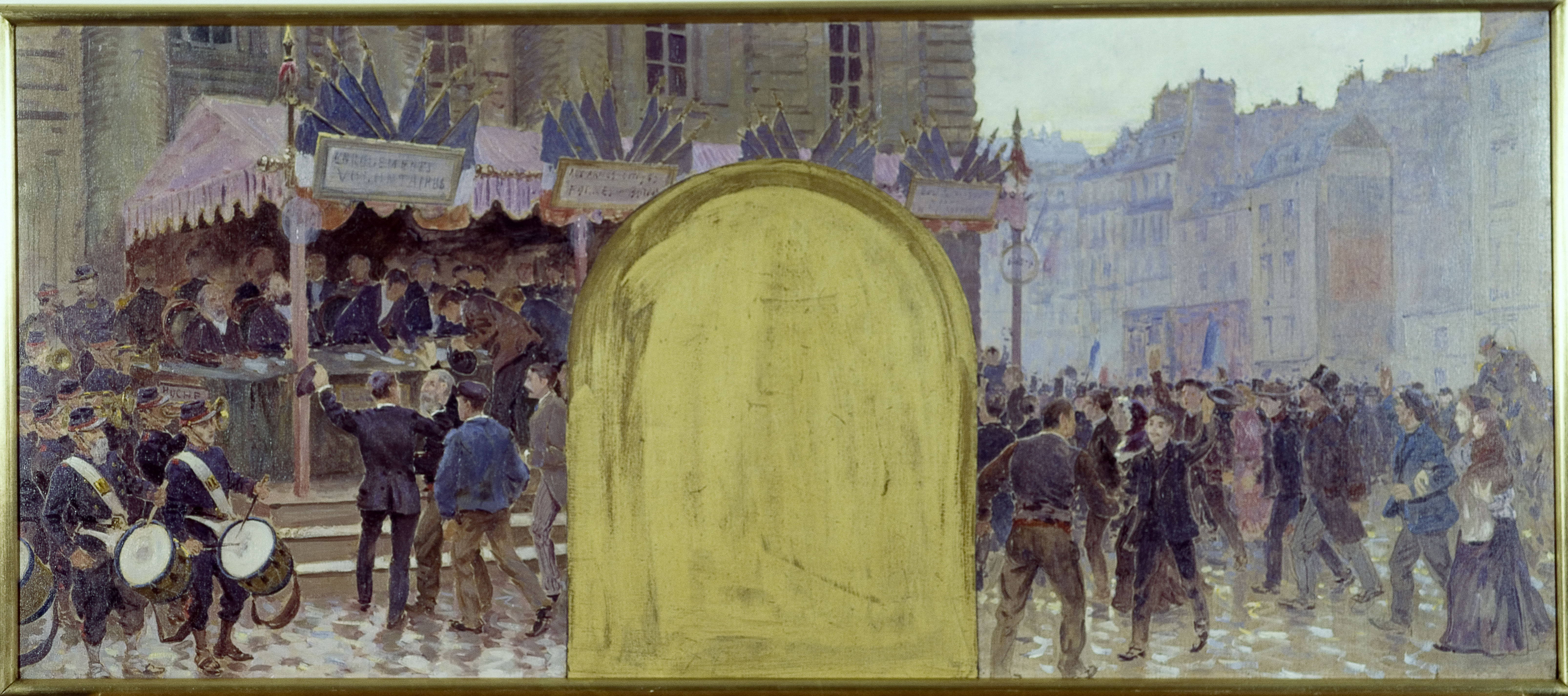
Esquisse pour le cabinet du préfet à l'hôtel de ville de Paris, Enrôlements volontaires place du Panthéon (1889), Paris, Petit Palais.
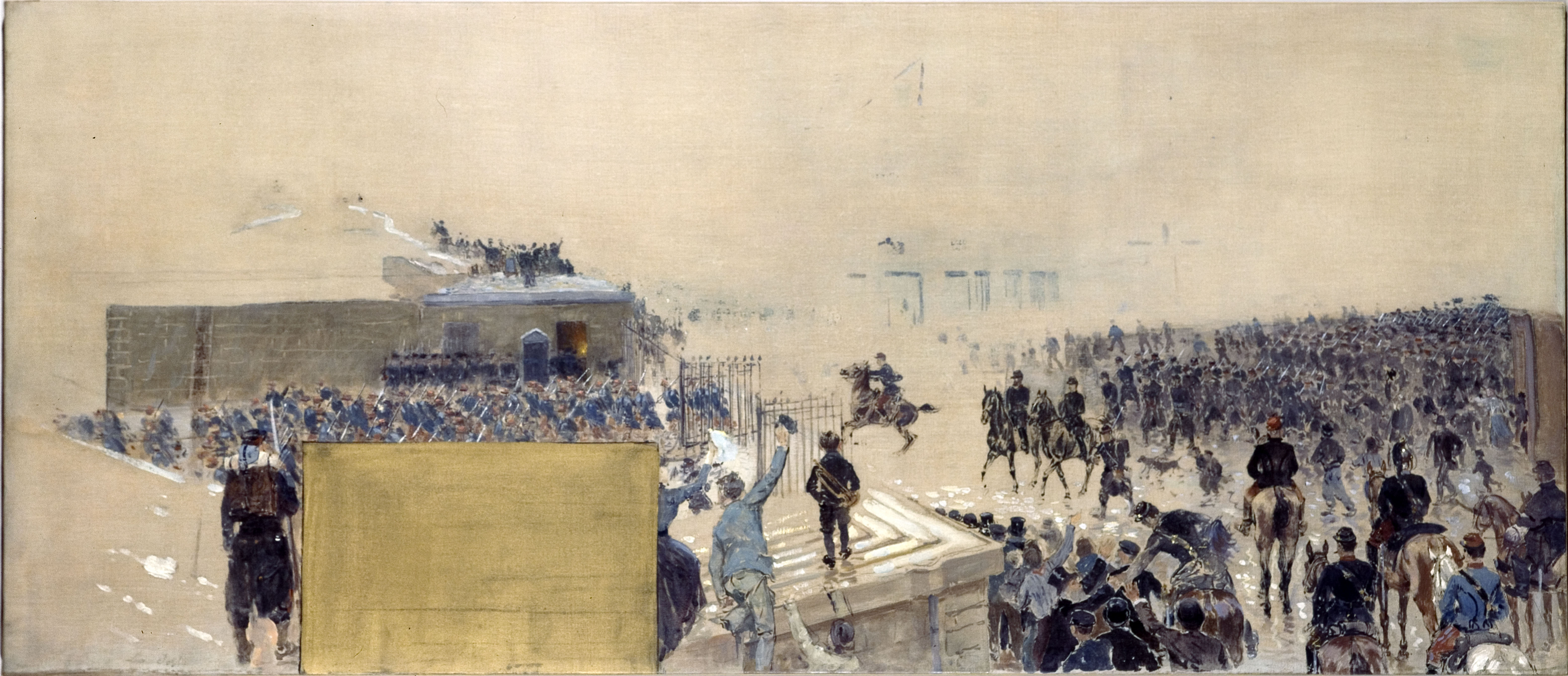
Esquisse pour le cabinet du préfet à l'hôtel de ville de Paris, La sortie (1889), Paris, Petit Palais.
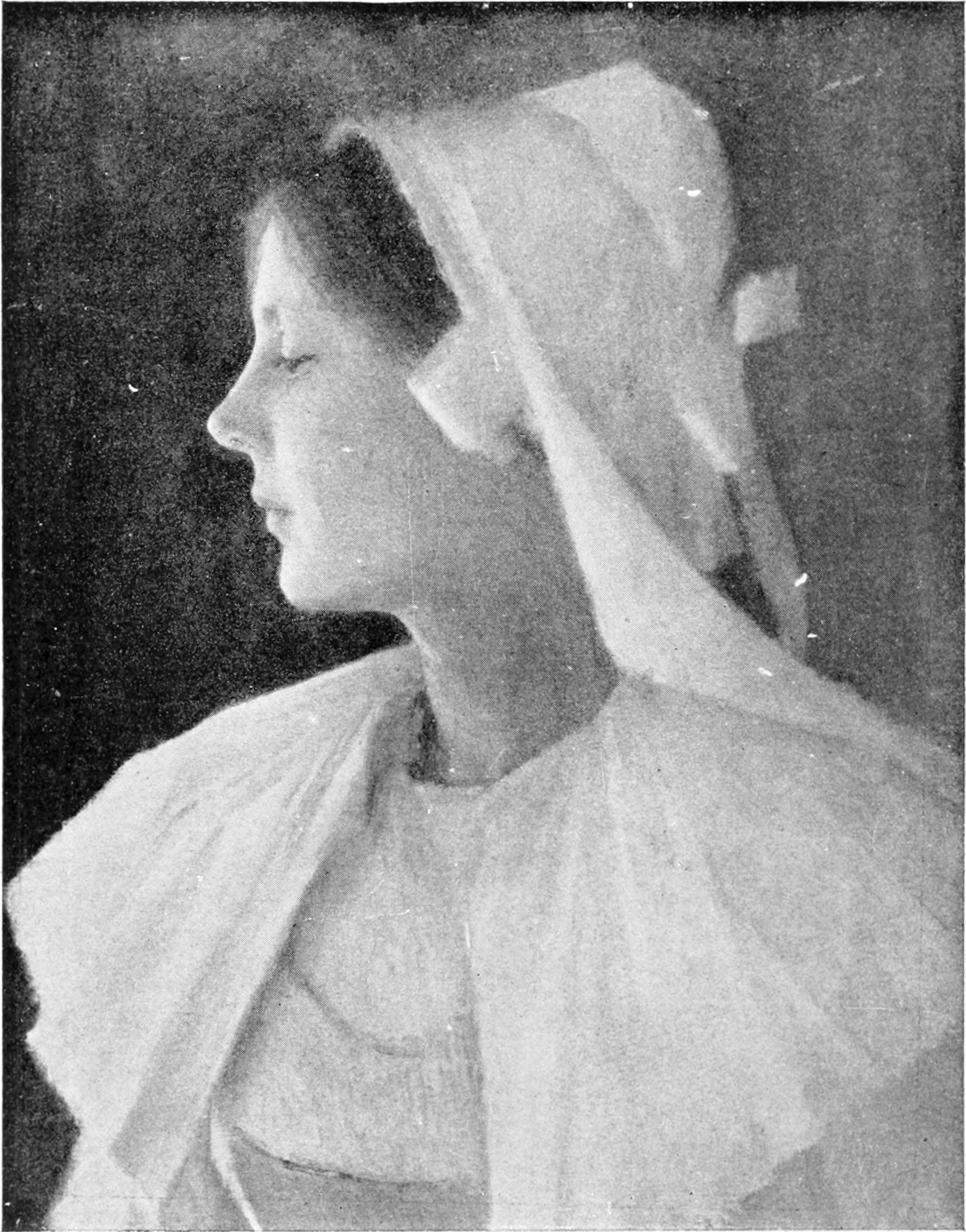
Marie-Madeleine (Salon de 1896), localisation inconnue.

Le musée Alfred-Canel à Pont-Audemer lui consacre une exposition en 2024.